# 유친
유친(劉親, ? ~ ?)은 전한 후기의 제후로, 청하강왕의 손자이다.

## 행적
아버지 유성의 뒤를 이어 동창후(東昌侯)에 봉해졌다.
시호를 경(頃)이라 하였고, 작위는 아들 유패가 이었다.

## 출전
- 반고, 《한서》 권15하 왕자후표 下

| 선대 아버지 동창조후 유성 | 전한의 동창후 ? ~ ? | 후대 아들 유패 |